# Novo Brdo
Novo Brdo (în albaneză Novobërda, Novobërdë sau Artana; în sârbă Ново Брдо or Novo Brdo; în greacă Artàne, Αρτανη) este un oraș și municipiu din districtul Priștina în estul provinciei Kosovo. Populația municipiului este estimată la 3.900 de locuitori (2007).
Numele orașului înseamnă „Dealul Nou” în limba sârbă.

## Istorie
Novo Brdo (în documentele latine Novaberd, Novus Mons sau Novamonte; iar în documentele minerilor saxoni Nyeuberghe) a fost menționat prima dată în documentele istorice în 1362. Anterior a fost inclus cu alte părți din Kosovo în Primul Imperiu Bulgar  Faimosul scriitor bulgar din Evul Mediu, Vladislav Gramaticianul s-a născut între 1410 - 1415 .
În acea perioadă, Novo Brdo era o metropolă, având o mare cetate medievală construită pe conul unui vulcan stins, rămășițele acestea putând fi vizitate azi și cartiere rezidențiale în jurul acestuia. În afara zidurilor din cetate se poate observa o cruce construită pe piatră. Cetatea era considerată că aparținea Imperiului Bizantin, totuși există câteva indicii că cetatea ar aparține Serbiei.
Populația cea mai mare a orașului a fost estimată la peste 10,000 de persoane. Existau mine și cuptoare de topirea fierului, plumb, minereuri de aur și argint. Novo Brdo este cunoscut pentru argintul sclipitor (un aliaj de argint cu 1/6-1/3 aur). În 1450 minele din Novo Brdo produceau aproximativ 6,000 de kg de argint pe an. Cetatea a fost asediată de Imperiul Otoman timp de patruzeci zile, capitulând și ocupată de otomani pe 1 iunie 1455. Evenimentul a fost descris de Konstantin Mihailović (română: Konstantin Mihailovici) din Ostrovica aproape de Novo Brdo, fiind prins de otomani alături de alți 300 de băieți pentru a deveni ieniceri. Toți oficialii sârbi de grad înalt au fost executați cu căderea cetății, băieții tineri au fost capturați pentru a servi Imperiul Otoman, și aproape 700 de fete și tinere au fost luat de soții pentru comandanții otomani  Arhivat în 22 noiembrie 2007, la Wayback Machine.  Arhivat în 12 aprilie 2021, la Wayback Machine..
Novo Brdo și împrejurimile sale erau subordonate Arhiepiscopiei de Ohrida . În 1572 un val de proscriși bulgari au făcut zona atât de periculoasă pentru otomani, încât Mehmed Beiul din Kyustendil a ordonat spahiilor din apropiere să lanseze o campanie în Vranje și Novo Brdo împotriva răsculaților  Arhivat în 4 martie 2016, la Wayback Machine.. La începutul secolului XX, populația Novo Brdo se diminua, cei mai mulți locuitori mutându-se spre zonele din apropierea orașului Gnjilane. în 1999 odată cu intrarea KFOR și UNMIK, zona are un avanpost militar mic ocupat de soldații S.U.A., precum și o stațiune a Poliției Internaționale și Poliției Kosovo.

## Demografie
| Structura etnică, inclusiv PSI (persoane strămutate intern)                                          |          |       |       |       |            |      |       |
| An/Populație                                                                                         | Albanezi | %     | Sârbi | %     | Alte entii | %    | Total |
| 1961                                                                                                 | 4,358    | 44.78 | 5,271 | 54.17 | 102        | 1.05 | 9,731 |
| 1991                                                                                                 | 1,845    | 40.01 | 2,666 | 57.82 | 100        | 2.17 | 4,611 |
| 1998                                                                                                 | 2,158    | 43.9  | 2,680 | 54.4  | 86         | 1.7  | 4,924 |
| Aug 2003                                                                                             | 2,300    | 61.3  | 1,400 | 37.3  | 51         | 0.1  | 3,751 |
| ref: Recensământul populației Iugoslavia pentru 1961 și 1991, și estimările OSCE pentru 1998 și 2003 |          |       |       |       |            |      |       |

Nu sunt date pentru anii 1971 și 1981, fiindcă orașul făcea parte din municipiul Priștina în timpul acestor recemsământe. În 1961 zona era oarecum mai mare decât este în prezent.